# حشره‌خوارهای درختی سنجابی
حشره‌خوارهای درختی سنجابی (نام علمی: Tupaia) نام یک سرده از تیره حشره‌خواران درختی سنجابی است.

## گونه‌ها
Subsequent to Raffles description of the genus, the following additional Tupaia species were described:
- حشره‌خوار درختی بزرگ Tupaia tana — by Raffles in 1821[۲]
- حشره‌خوار درختی هورسفیلد Tupaia javanica — by Horsfield in 1821[۳][۴]
- حشره‌خوار درختی شمالی Tupaia belangeri — by Wagner in 1841[۵]
- حشره‌خوار درختی نواری Tupaia dorsalis — by هرمان اشلگل in 1857[۶]
- حشره‌خوار درختی گلگون Tupaia splendidula — by جان ادوارد گری in 1865[۷]
- حشره‌خوار درختی نیکوبار Tupaia nicobarica — by Zelebor in 1868[۸]
- حشره‌خوار درختی کوتوله Tupaia minor — by آلبرت گونتر in 1876[۹]
- حشره‌خوار درختی کوهی Tupaia montana — by اولدفیلد توماس in 1892[۱۰]
- حشره‌خوار درختی نگارین Tupaia picta — by Thomas in 1892[۱۰]
- حشره‌خوار درختی پادراز Tupaia longipes — by Thomas in 1893[۱۱]
- حشره‌خوار درختی لاغر Tupaia gracilis — by Thomas in 1893[۱۲]
- حشره‌خوار درختی پالاوان Tupaia palawanensis — by Thomas in 1894[۱۳]
- حشره‌خوار درختی کالامیان Tupaia möllendorffi — by Matschie in 1898[۱۴]
- حشره‌خوار درختی شکم‌طلایی Tupaia chrysogaster — by Miller in 1903[۱۵]
- †Tupaia miocenica — by Mein and Ginsburg in 1997[۱۶]